# یواس‌اس آرکانزاس (سی‌جی‌ان-۴۱)
یواس‌اس آرکانزاس (سی‌جی‌ان-۴۱) (به انگلیسی: USS Arkansas (CGN-41)) یک کشتی بود که طول آن ۵۸۵ فوت (۱۷۸ متر) بود. این کشتی در سال ۱۹۷۸ ساخته شد.